# Jeff Foxworthy
Jeffrey Marshall „Jeff” Foxworthy (ur. 6 września 1958 w Atlancie) – amerykański komik i aktor telewizyjny.
Urodził się i dorastał w Atlancie jako syn Carole Lindy (z domu Camp) i kierownika IBM Jimmy'ego Abstance Foxworthy. Wychowywał się w wierze Południowej Konwencji Baptystów. Uczęszczał do Hapeville High School w Hapeville. W 1979 ukończył Georgia Institute of Technology.
W latach 1995-97 prowadził własny program The Jeff Foxworthy Show.
18 września 1985 ożenił się z Pamelą Gregg Grethe. Mają dwie córki: Jordan Lane (ur. 1992) i Juliane (ur. 1994).
W 2012 Foxworthy poparł republikańskiego kandydata na prezydenta Mitta Romneya.

## głosy
- 2000-2003: Łatek (Scruff) – Peter
- 2005: Zebra z klasą (Racing Stripes) – Reggie
- 2006: Lis i Pies 2 (The Fox and the Hound 2) – Lyle
- 2011: Smerfy (The Smurfs) – Handy
- 2012: Fineasz i Ferb (Phineas and Ferb) "Meapless in Seattle" – "Southern" Meap
- 2013: Smerfy 2 (The Smurfs 2) – Handy
- 2019: Scooby Doo i... zgadnij kto? (Scooby-Doo and Guess Who?), odcinek Wiktuały weselnej wiedźmy! – jako on sam[6]